# Friedrich Karl von Langelair
Friedrich Karl von Langelair (* 7. Januar 1737 in Perleberg; † 8. Februar 1802 in Berlin) war ein preußischer Generalmajor und zuletzt Vizekommandant von Berlin.

## Leben

### Herkunft
Seine Eltern waren der Oberstleutnant Christian Friedrich von Langelair († 4. Januar 1767) und dessen Ehefrau Dorothea Elisabeth, geborene von Lüderitz aus dem Haus Segeltz. Sein Vater wurde am 1. Juni 1731 in den Adelsstand erhoben. Er hatte noch eine Schwester Charlotte Luise, die in das adelige Stift Zehdenick ging.

### Militärkarriere
Langelair wurde am 20. Januar 1750 Kadett in Berlin und kam am 28. Juni 1754 als Unteroffizier in das Infanterieregiment „von Anhalt-Dessau“. Am 16. November 1756 wurde er Fähnrich. Während des Siebenjährigen Krieges kämpfte Langelair in den Schlachten bei Lobositz, Prag Kolin und Kay. In den beiden letztgenannten Schlachten erlitt er Verwundungen. Ferner nahm Langelair an dem Gefechten bei Adelsbach und Leutmannsdorf teil sowie an der Belagerung von Prag. In der Zeit wurde er am 5. Februar 1758 Sekondeleutnant und am 30. August 1762 Premierleutnant im Infanterieregiment „von Eulenburg“.
Nach dem Krieg wurde Langelair am 11. Juni 1771 Stabskapitän sowie am 15. Oktober 1774 Kapitän und Kompaniechef. Als solcher nahm er am Bayerischen Erbfolgekrieg teil. Am 24. August 1784 wurde er zum Major befördert und am 30. Mai 1787 Kommandeur des Füsilier-Bataillons Nr. 1, das seinen Namen erhielt. 1787 nahm Langelair am Feldzug in Holland teil und wurde am 1. Oktober 1787 für das Gefecht bei Amstelveen mit dem Orden Pour le Mérite ausgezeichnet.
Am 19. Oktober 1789 wurde er dann Kommandeur des Infanterieregiments „von Pfuhl“. Daran schloss sich ab 3. März 1791 eine Verwendung als Assessor im Departement des Oberkriegskollegs an und dort stieg er Anfang Juni 1791 zum Oberstleutnant auf. Am 4. Dezember 1792 wurde er während der Mobilmachung zum Vizekommandant von Berlin ernannt. Am 22. Februar 1793 wurde er Oberst und am 18. Januar 1796 dann von seinem Kommando entbunden. Am 20. Mai 1799 wurde Langelair mit Patent vom 23. Mai 1799 Generalmajor und erhielt Mitte November des Jahres vom König eine Zulage von 500 Talern für seine langjährigen treuen Dienste.
Langelair starb unverheiratet am 8. Februar 1802 in Berlin.